# Czerwona zaraza
Czerwona zaraza – ostatni wiersz Józefa Szczepańskiego, poety powstania warszawskiego, napisany 29 sierpnia 1944 w obliczu upadku Starego Miasta. Wyrażał gniew i zawód spowodowany bezczynnością Armii Czerwonej, która czekała na prawym brzegu Wisły na upadek powstania i wykrwawienie jego oddziałów.
W okresie stalinowskim w Polsce wiersz ten stał się jednym z utworów sztandarowych opozycji antykomunistycznej. 
Jego fragmenty zostały zawarte w piosence Lao Che pt. „Czerniaków”, która znalazła się na albumie Powstanie Warszawskie. Fragmenty wiersza wykorzystał także zespół De Press na albumie Myśmy rebelianci. Piosenki Żołnierzy Wyklętych, na który składają się piosenki oddziałów partyzanckich walczących o niepodległość Polski w latach 1944-1953. Wiersz śpiewany w wykonaniu Karoliny Cichej i Titusa można usłyszeć na płycie wawa2010.pl.